# St Giles-in-the-Fields
Pour les articles homonymes, voir St Giles et Gilles.
St Giles-in-the-Fields, (littéralement, Saint-Gilles-des-Champs) est un édifice religieux de l'Église anglicane situé dans le district de Holborn, borough de Camden à Londres. La première chapelle, rattachée à un ordre religieux, remonte au début du XIIe siècle. 

## Histoire

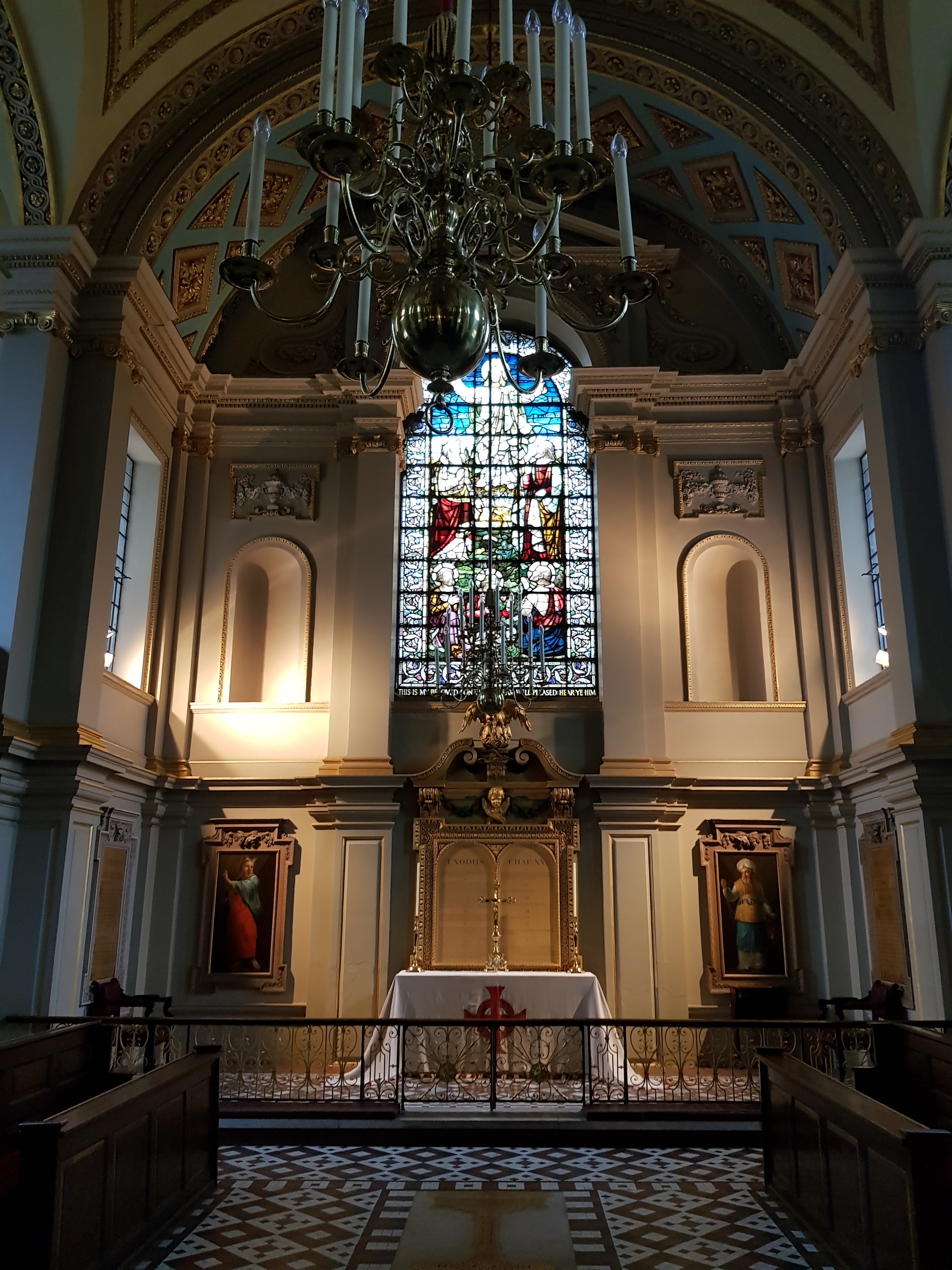
Intérieur de l'église.

La première mention d'une église sur le site est celle d'une chapelle rattachée à un monastère et hôpital de lépreux fondé par Mathilde d'Écosse en 1101. À cette époque, elle était située à l'extérieur de l'enceinte de la cité de Londres. L'hôpital a été géré par la couronne et la cité de Londres puis, à partir de 1299, par l'ordre de Saint-Lazare.
En 1391, Richard II a revendu l'hôpital et la chapelle à l'abbaye cistercienne de Sainte-Marie des Grâces. Mais la vente a été annulée en 1402.
Le monastère est dissous en 1539 sous Henri VIII. Le premier recteur de la nouvelle paroisse de St. Giles est nommé en 1547. L'appellation « In the Fields » date de cette époque.
Dans un état de grand délabrement, l'église est reconstruite en brique dans le style gothique, entre 1623 et 1630. Le projet est financé en partie par Alice Dudley, épouse de Robert Dudley.
En 1665, la grande peste de Londres fait 3 216 victimes dans la paroisse de St. Giles : elles sont enterrées dans son cimetière. À la même époque, douze catholiques, victimes du prétendu « Complot papiste » monté de toutes pièces par Titus Oates, y sont enterrés après avoir été exécutés à Tyburn. Parmi eux se trouvent cinq Jésuites, dont Thomas Whitbread.
Le peintre Henry Anderton et sa femme Dorathy vivaient dans cette paroisse et Anderton y fut enterré en octobre 1667.
À nouveau détériorée par l'humidité, l'église St. Giles fait partie du plan de reconstruction de cinquante églises décidé en 1711. La reconstruction a eu lieu de 1730 à 1731 sous la direction de l'architecte Henry Flitcroft, dans le style néo-palladien.
Pendant le Blitz, l'église a échappé à la destruction, mais ses vitraux se sont brisés lors du bombardement. Restaurée en 1953, l'église St. Giles in the Fields est un monument historique classé Grade I.

### Le cimetière
Le terrain autour de l’église devient un lieu d’inhumation des paroissiens en 1542. En 1592, 894 personnes y sont enterrées à la suite d’une épidémie de peste.
Le cimetière est définitivement fermé en 1850, à la suite d’une épidémie de choléra survenue un an plus tôt.
Le 1er juillet 1891, le lieu est ouvert sous la forme d’un jardin public et l’est resté depuis lors. 